# 全国届出自動車教習所協会
一般社団法人全国届出自動車教習所協会（ぜんこくとどけでじどうしゃきょうしゅうじょきょうかい）は、届出自動車教習所で構成される一般社団法人。略称は「全自教」（ぜんじきょう）。

## 概要
- 所在：東京都豊島区上池袋3-47-9ミツトシビル5F
- 設立：1980年11月（全国非指定自動車教習所協会発足）、1983年（社団法人全国自動車運転教育協会発足）

## 会員
各都道府県の教習所は、全国5のブロック（北海道ブロック、関東・東北ブロック、中部・近畿ブロック、中国・四国ブロック、九州・沖縄ブロック）に分けられる。